# Beuren (Tréveris)
Beuren, también conocido como Beuren (Hochwald), es un municipio situado en el distrito de Tréveris-Saarburg, en el estado federado de Renania-Palatinado (Alemania). Tiene una población estimada, a fines de 2020, de 926 habitantes.
Está ubicado al oeste del estado, cerca de la ciudad de Tréveris, de la orilla del río Mosela —uno de los principales afluentes del Rin— y de la frontera con Luxemburgo y el estado de Sarre.